# Kopeč
Kopeč je malá vesnice, část obce Úžice v okrese Mělník ve Středočeském kraji. Nachází se asi 3,5 kilometru východně od Úžic. Prochází zde silnice II/522. Je zde evidováno 31 adres. Trvale zde žije 56 obyvatel.
Kopeč je také název katastrálního území o rozloze 1,85 km².

## Historie
První písemná zmínka o vesnici pochází z roku 1293.

## Obyvatelstvo
| Rok            | 1869 | 1880 | 1890 | 1900 | 1910 | 1921 | 1930 | 1950 | 1961 | 1970 | 1980 | 1991 | 2001 | 2011 | 2021 |
| -------------- | ---- | ---- | ---- | ---- | ---- | ---- | ---- | ---- | ---- | ---- | ---- | ---- | ---- | ---- | ---- |
| Počet obyvatel | 134  | 138  | 164  | 156  | 157  | 145  | 142  | 95   | 108  | 107  | 67   | 51   | 56   | 74   | 75   |
| Počet domů     | 17   | 18   | 20   | 21   | 22   | 24   | 26   | 31   | 31   | 29   | 22   | 30   | 29   | 29   | 28   |

## Obecní správa
Při sčítání lidu v letech 1850–1949 byla Kopeč osadou obce Netřeba v okrese Mělník. V letech 1950–1960 byla samostatnou obcí, nejprve v okrese Kralupy nad Vltavou, od roku 1960 opět v okrese Mělník.  Od 1. července 1960 do 31. prosince 1979 byla znovu částí obce Netřeba v okrese Mělník. Od 1. ledna 1980 je částí obce Úžice v okrese Mělník.

## Pamětihodnosti
- Přírodní rezervace Kopeč – stepní porosty na pahorcích skupiny Kopeč (228 metrů) východně od vsi